# 中华人民共和国全国运动会足球比赛
中华人民共和国全国运动会足球比赛是中华人民共和国的一项全国足球锦标赛事。男子足球自首届全国运动会开始便成为比赛项目之一，而女子足球则于1987年第六届全国运动会纳入比赛项目。
职业化前，在“全运战略”引导下，全运会足球比赛是中国最受地方重视的足球赛事。中国足球开始职业化后，全运会足球比赛也进行相应改革，加上奥运会男子足球比赛的年龄限制，从第八届全国运动会开始，男子足球项目运动员参赛年龄被限制在20岁及以下。成年队的缺席让改制后的全运会男子足球比赛逐步走向边缘化，同时职业化过程中中国足球的成绩逐渐下滑，2008年，国家体育总局要求中国足协加强青少年培养，足协决定再次改革全运会赛制，从第十一届全运会开始男子足球项目分为甲乙两组，每组冠军计两枚金牌，亚军计一枚金牌，甲组为20岁以下，乙组为16岁以下，女子足球增设U18组。
2011年中国足协将全运会比赛与城市运动会结合，男足U16组转为城运会项目，全运会男足乙组改为U18组，足球项目金牌数由每组一枚改为三枚以刺激地方投入足球积极性。由于全运会改制大幅提高足球项目的奖牌比重，导致地方青少年足球比赛“锦标主义”和假赌黑盛行，一些职业队也因为全运会而放弃联赛，国家队集训比赛也让路全运会。为保证联赛规模，中国足协同意地方全运队加入中乙联赛，又出现了非全运年中乙缩水和全运体系无法与职业联赛衔接，地方专业队球员在全运会结束后无球可踢等问题。全运会的足球金牌刺激政策受到中央巡视组批评，2017年，国家体育总局在第十一届全国运动会对足球项目继续改制，乙组改为U17组，增设群众足球项目，取消了每组冠军计三枚奖牌等奖励办法，和其他项目一同取消奖牌榜，每组冠军只发一枚金牌。

## 历届赛事

### 男子

#### 成年组（1959年–1993年）
| 1959 詳細 | 北京 | 解放军     | 单循环赛制      | 河北 | 北京   | 单循环赛制 | 辽宁   |
| 1965 詳細 | 北京 | 河北       | 单循环赛制      | 上海 | 解放军 | 单循环赛制 | 吉林   |
| 1975 詳細 | 北京 | 辽宁、广东 | 1–1             | 无   | 解放军 | 3–2        | 北京   |
| 1979 詳細 | 北京 | 山东       | 3–1             | 北京 | 广东   | 2–0        | 河北   |
| 1983 詳細 | 上海 | 上海       | 0–0 5–4（点球） | 广东 | 天津   | 2–1        | 解放军 |
| 1987 詳細 | 广州 | 广东       | 1–0             | 辽宁 | 解放军 | 5–3        | 湖北   |
| 1993 詳細 | 北京 | 辽宁       | 2–0             | 北京 | 广东   | 2–1        | 上海   |

1. ↑  辽宁、广东在决赛打平，并列冠军。

### 女子

#### 成年组（1987年至今）
| 1987 詳細 | 长沙 | 北京       | 单循环赛制      | 辽宁 | 广东 | 单循环赛制      | 陕西   |
| 1993 詳細 | 北京 | 河南       | 0–0 5–4（点球） | 广东 | 辽宁 | 0–0 2–1（点球） | 河北   |
| 1997 詳細 | 上海 | 上海       | 2–0             | 北京 | 广东 | 1–0             | 河北   |
| 2001 詳細 | 广州 | 上海       | 1–0             | 北京 | 四川 | 4–2             | 解放军 |
| 2005 詳細 | 江苏 | 北京       | 1–0             | 辽宁 | 上海 | 1–0             | 江苏   |
| 2009 詳細 | 山东 | 辽宁       | 1–0             | 江苏 | 上海 | 0–0 2–1（点球） | 山东   |
| 2013 詳細 | 辽宁 | 江苏       | 1–0             | 上海 | 天津 | 1–0             | 辽宁   |
| 2017 詳細 | 天津 | 上海       | 5–1             | 天津 | 江苏 | 1–0             | 辽宁   |
| 2021 詳細 | 陕西 | 女足联合队 | 1–0             | 上海 | 陕西 | 3–1             | 北京   |

## 比赛成绩

### 男子成年组
| 球队   | 金牌                 | 银牌                 | 铜牌                 | 合计 |
| ------ | -------------------- | -------------------- | -------------------- | ---- |
| 辽宁   | 3 (1975, 1993, 2001) | 1 (1987)             | 1 (2005)             | 5    |
| 山东   | 3 (1979, 1997, 2005) | 0                    | 2 (2001, 2009)       | 5    |
| 广东   | 2 (1975, 1987)       | 3 (1983, 1997, 2009) | 2 (1979, 1993)       | 7    |
| 上海   | 2 (1983, 2009)       | 3 (1965, 2001, 2005) | 1 (1997)             | 6    |
| 河北   | 1 (1965)             | 1 (1959)             | 0                    | 2    |
| 解放军 | 1 (1959)             | 0                    | 3 (1965, 1975, 1987) | 4    |
| 北京   | 0                    | 2 (1979, 1993)       | 1 (1959)             | 3    |
| 天津   | 0                    | 0                    | 1 (1983)             | 1    |